# Федор Федин
Федор Денисович Федин (рус. Фёдор Денисович Федин; Рбчи, код Брјанска,  1919 — Београд, 19. октобар 1944), мајор Црвене армије, учесник Великог отаџбинског рата и  Херој Совјетског Савеза.

## Биографија
Федор Федин је рођен 1919. године у селу Рбчи код Брјанска у тадашњој Брјанској губернији. Потицао је из земљорадничке породице. Пошто је рано остао без мајке, након завршетка четворогодишње школе морао је да почне да ради. Најпре је радио у земљорадничкој задрузи (колхозу), а потом у фабрици за обраду дрвета.
Године 1939. је ступио у Црвену армију, а од јуна 1941. је учествовао у Великом отаџбинском рату. Борио се најпре на Закавкаском и Северно-кавкаском фронту. Јануара 1943. године је у саставу 236. стрељачке дивизије учествовао у Северно-кавкаској операцији, а у фебруару у ослобођењу Краснодара, када је починио свој први подвиг. Приликом борби за Краснодар, 12. фебруара 1943. године успео је да се први пробије у фабрику за израду конзерви, где је убио петорицу немачких војника и једног заробио, као и запленио три пушке, један пиштољ и вредна документа. За овај подвиг је био награђен Медаљом за ратне заслуге.